# Yūzuru
Yūzuru (jap. 夕鶴, etwa: „Der silberne Reiher“, wörtlich: „Abendkranich“) ist eine Oper in einem Akt mit zwei Aufzügen des japanischen Komponisten Dan Ikuma nach einem Bühnenstück von Kinoshita Junji. Die Oper entstand im Anschluss an die Uraufführung von Kinoshitas Bühnenstück Tsuru Nyōbō (鶴女房) im Jahr 1949. Das Bühnenstück selbst geht auf das ältere Volksmärchen „Der dankbare Kranich“ (鶴の恩返し, Tsuru no ongaeshi) zurück. Ikuma begann 1949 mit der musikalischen Bearbeitung, die er unter der Bedingung Kinoshitas eine „Wort für Wort“-Umsetzung des Stückes in Musik vorzunehmen 1951 beendete. Die Uraufführung dieser ersten Fassung von Yūzuru fand am 30. Januar 1952 in der Asahi Kaikan in Ōsaka statt.
Nach der Uraufführung überarbeitete Ikuma die Oper. Die zweite revidierte Fassung wurde anlässlich der Zürcher Festspiele am 27. Juni 1957 in Zusammenarbeit mit der Fujiwara-Operntruppe und unter der Leitung von Ikuma uraufgeführt. 1994 entstand anlässlich der 600. Aufführung eine Live-Aufnahme mit dem Tokyo City Philharmonic Orchestra unter der Leitung von Ikuma. Bis heute wurde die Oper in 15 Ländern mehr als 800 Mal aufgeführt, so auch erstmals 2005 in Seoul mit dem koreanischen Prime Philharmonic Orchestra und dem Kinderchor PBC.

## Handlung
Die Handlung setzt ein in einem kleinen Dorf, abgeschieden irgendwo in den schneebedeckten Bergen des alten Japan. Der einsetzenden Handlung vorausgegangen war, dass der einfältige Bauer Yohyō einen Kranich rettete, der von einem Pfeil verletzt worden war. Auf die Rettung begegnete ihm die schöne Frau Tsū, in die er sich verliebte, die er heiratete und mit der er zwei Kinder zeugte. Als zufriedene Familie leben sie gemeinsam in einer einfachen Hütte im Bergdorf, ohne dass Yohyō gewahrte, dass der von ihm gerettete Kranich in seiner Frau Tsū menschliche Gestalt angenommen hatte.
Tsū, die ihren Mann liebt und darauf sinnt, das einfache und kärgliche Leben erträglicher zu machen, webt aus ihren Kranichfedern heimlich einen prächtigen Überzieher (Haori) in der Hoffnung, ihn auf dem Markt teuer verkaufen zu können. Die beiden hinterlistigen Dorfbewohner Sōdo und Unzu, von der Gier getrieben, erkennen ihre Chance, durch den Verkauf des kostbaren Überziehers zu Reichtum und Wohlstand zu gelangen. Sie reden auf den einfältigen Yohyō ein, der daraufhin seine Frau Tsū nötigt, weitere Kleider zu weben. Tsū hingegen fragt sich, warum der Mann sich nicht zufriedengeben kann mit einem Leben, das von Liebe ausgefüllt ist und warum er stattdessen stets nur nach Reichtum strebe. Sie lehnt daher die Forderung Yohyōs nach weiteren Kleidern ab, ahnend, dass es verhängnisvoll wäre, dem Drängen ihres Mannes nachzugeben.
Erschöpft vom inneren Ringen und den tragischen Umständen, in die sie Yohyōs Forderung brachte, wird sie im Schnee ohnmächtig. Yohyō findet sie und bringt sie ans wärmende Feuer. Tsū befragt erneut ihren Mann und erkennt, dass er in den Fängen der Gier gefangen ist. Sie entschließt sich, seiner Forderung nachzugeben und ein weiteres Kleidungsstück zu weben, doch sie macht zur Bedingung, es alleine in ihrer Stube zu tun, ohne dass jemand sie dabei beobachtet. Die beiden neugierigen Dorfbewohner Sōdo und Unzu jedoch brechen das Versprechen und spähen während des Webens heimlich in die Stube. Verblüfft sehen sie, wie ein Kranich auf dem Webstuhl sitzend seine eigenen Federn in das Kleidungsstück verwebt. Ungewollt lüften sie dadurch Tsūs Geheimnis.
Nachdem das Werk vollbracht ist und Tsū völlig entkräftet die Kammer verlässt, kann sie durch die Aufdeckung ihres Geheimnisses nicht mehr in Menschengestalt mit Yohyō weiterleben. Sie wandelt ihre Gestalt zurück in den Kranich, den Yohyō dereinst gerettet hat und fliegt in der Abenddämmerung davon. Yohyō, der mit dem kostbaren Kleid in der Hand zurückbleibt und ihr nachsieht, erkennt, dass er Tsūs bedingungslose Liebe verspielt und unwiederbringlich verloren hat.

## Orchesterbesetzung
2 Flöten (2. Piccolo), 2 Oboen, 1 Klarinette, 2 Fagotte, 4 Hörner, 2 Trompeten, 3 Posaunen, 1 Tuba, Schlagwerk (Pauke, Becken, Triangel, Tamtam, kleine und große Trommel), Harfe und Streichorchester (1. und 2. Violine, Bratsche, Cello und Kontrabass)

## Inszenierungen
- 20. März 1977, Volkshaus der Präfektur Kanagawa (神奈川県民ホール)
- 9.–11. November 1979, Nissay Theatre, Chiyoda, Tokio
- 9. Juli 1991, Mori Kunst- und Schauspielhaus Dream Hall, in Fuchū, Tokio
- 19. Februar 1996 Kulturzentrum Shinjuku, Tokio
- 5. Oktober 1996 Großer Saal des Kunst- und Schauspielhauses der Präfektur Aichi
- 10. Dezember 2000, in der Aubade Hall des Neuen Nationaltheaters Tokyo[6]
- weitere Inszenierungen mit Details zur Besetzung finden sich in der Online-Datenbank „Opera Information Center“ der Showa-Musikhochschule[7]

## Aufnahmen und CDs
- 1959: Ikuma Dan; Tokyo Philharmonic Orchestra mit den Toshiba Singing Angels, Toshiba-EMI
- 1994: Ikuma Dan; Tokyo City Philharmonic Orchestra (東京シティ・フィルハーモニック管弦楽団), Liveaufnahme der 600. Aufführung
 Yumiko Sameshima – Tsū
 Kazuo Kobayashi – Yohyō
 Noboru Hisaoka – Unzu
 Kunio Nakamura – Sōdo
 Städtischer Kinderchor Kagoshima
 2 CDs bei Nippon Columbia
- 1997: Hiroshi Wakasugi; Yomiuri-Nippon-Sinfonieorchester, Victor Entertainment